# Henri Lefebvre
Henri Lefebvre (Hagetmau, Landes, 16 de juny de 1901 - Navarrenx, Pirineus Atlàntics, 1991) fou un universitari, sociòleg, geògraf i filòsof francès.

## Biografia
Va estudiar filosofia a la Sorbona, es va graduar el 1920. De 1930 a 1940 va ser professor de filosofia. El 1940 es va unir a la Resistència. De 1944 a 1949, va ser l'encarregat de l'estació de Tolosa de la Radiodifusió francesa (RDF).
La seva evolució durant la dècada de 1950 sobre la teoria marxista, sobretot el seu rebuig sense concessions de l'estalinisme, li va valer ser expulsat del PCF el 1958.
El 1960, va signar el manifest dels 121 pel dret a la insubmissió en la guerra d'Algèria.
El 1962 va esdevenir professor de sociologia a la Universitat d'Estrasburg, i després a la Universitat de París X-Nanterre des de 1965 fins a 1968. Influencia directament els estudiants que inicien el moviment del Maig del 68, i llança una anàlisi en calent dels esdeveniments. Va acabar la seva carrera a l'Institut d'urbanisme de París.
En el seu homenatge, la revista Radical Philosophy va escriure:
| «                   | (francès) Le plus prolifique des intellectuels marxistes français, est décédé dans la nuit du 28 au 29 juin 1991, peu après son 90e anniversaire. Pendant sa longue carrière, son travail a été plusieurs fois à la mode ou non suivant les périodes, et a influencé non seulement le développement de la philosophie, mais aussi celui de la sociologie, de la géographie, des sciences politiques et de la critique littéraire. | (català) El més prolífic dels intel·lectuals marxistes francesos, va morir durant la nit del 28 al 29 juny de 1991, poc després del seu aniversari número 90. Durant la seva llarga carrera, el seu treball ha estat diverses vegades a la moda o no depenent de l'època, i va influir no només el desenvolupament de la filosofia, sinó també de la sociologia, la geografia, la ciència política i la crítica literària. | » |
| — Radical Philosopy | | |   |

El 2009, per primera vegada des de la seva mort, van aparèixer diversos llibres sobre aquest filòsof.

## Aportacions intel·lectuals
Els textos de Lefebvre, traduïts a nombrosos idiomes, li han donat més notorietat fora de França que en el seu país. Als Estats Units el pensament postmodern ha recorregut a les seves anàlisis de la modernitat i la vida quotidiana. La seva crítica de la vida del dia a dia va ser una de les majors aportacions intel·lectuals que motivaren la creació de la revista COBRA i posteriorment la revista Situacionist International.
Lefebvre considerava necessari que la quotidianitat s'alliberi dels caràcters imposats pel capitalisme a la vida individual i col·lectiva. En cas contrari la quotidianitat serà com un dipòsit subterrani en el qual es van sedimentant els convencionalismes i les mentides del poder i, per tant, serà una barrera que impedirà la creativitat.
És un expositor sistemàtic de la lògica dialèctica en la seva obra Lògica Formal i Lògica Dialèctica, que va acabar d'escriure el 1941, però que no va poder publicar fins a 1947.
Es va preocupar especialment dels problemes de la urbanització del territori.
Escrigué tant en francès com en anglès i alemany.

### Hipòtesi
Davant la pregunta: quin és el mode d'existència de les relacions socials? Lefebvre respon amb la seva famosa obra “La Producció de l'Espai”: Les relacions no poden existir sense un suport i aquest suport és el substrat material.

### Postulat
El desenvolupament de la societat només es pot concebre a través de la relació de “la societat urbana” (allò que és urbà). La societat projecta la vida social. Critica l'organicisme, evolucionisme, continuisme i urbanisme. Allò que és urbà ha entrat en una fase crítica, es dona una implosió-explosió amb una concentració urbana i l'èxode rural, extensió del teixit urbà, subordinació completa de l'agrari a l'urbà. És un procés irreversible, però el procés d'urbanització pot projectar-se de manera que se superi l'antagonisme ciutat-camp i la urbanització, desconcentrant-se, podria articular l'ambient i el paisatge. Planteja fases (crítiques), nivells (global, medi, i privat) i dimensions. L'individu pot crear una ideologia política que li permeti canviar l'estructura de la societat i reorganitzar el territori, de forma que l'home s'apropiï de l'espai que fa la seva identitat.

### La crítica de la vida quotidiana
En la seva elaboració del "materialisme dialèctic", l'individu i la praxi concreta són fonamentals. Oferint una alternativa de l'antropologia social, Henri Lefebvre va argumentar la necessitat que la vida quotidiana s'alliberi de la funció que té sota el capitalisme, en el qual només serveix per reproduir els personatges de la comunitat imposats per les classes dominants. L'hàbit, amb la seva temporalitat inautèntica, per antihistòric, no faria res més que reproduir i perpetuar les relacions de dominació. La quotidianitat és una espècie de dipòsit subterrani en el qual s'assenten les convencions i les mentides del poder. Aquesta és la barrera que impedeix a la fantasia i la creativitat de trobar les vies per una expressió pròpia autònoma.
El privilegi concedit per Lefebvre a l'art, comprès no tant en la seva autonomia que com un mitjà per a una experiència estètica que pot demostrar el caràcter infundat de la convencionalitat de la vida de cada dia. L'art modern posa les condicions de l'eliminació de la vida quotidiana. Aquestes teories es refereixen a l'experiència i a les reflexions del moviment surrealista, al que Lefebvre va pertànyer en la seva joventut. La trilogia "Crítica de la vida quotidiana" (1947, 1961, 1981) mostra amb gran detall aquest
La crítica de la vida quotidiana és una de les inspiracions de la Internacional Situacionista, que ha tingut una influència després del maig de 1968.
- Critique de la vie quotidienne, 1947, L'Arche
- Critique de la vie quotidienne II, Fondements d'une sociologie de la quotidienneté, 1961, L'Arche
- Critique de la vie quotidienne, III. De la modernité au modernisme (Pour une métaphilosophie du quotidien), 1981, L'Arche
- La Vie quotidienne dans le monde moderne, 1968, Gallimard
- Éléments de rythmanalyse: Introduction à la connaissance des rythmes, 1992, amb Catherine Regulier-Lefebvre, prefaci de René Lourau, Syllepse

### La sociologia urbana
A partir de llavors, es va ocupar més en concret dels problemes urbans i la planificació del territori, presentant la ciutat com el centre de la insurrecció estètica contra el quotidià. Per a ell, l'ésser humà té necessitats socials antropològiques que no es consideren en les reflexions teòriques sobre la ciutat i, en particular en la planificació urbana. La necessitat de la imaginació és oblidat pel poble i no es troba en les instal·lacions comercials i culturals al seu entorn urbà.
De cara als problemes urbans, és notable la seva formulació de la necessitat d'un nou dret, el dret a la ciutat. Defineix aquest nou dret com un dret a la vida urbana, a una qualitat de vida urbana.
En el seu darrer llibre, La Production de l'Espace, posa en relleu la importància política de l'espai. L'espai és el producte de la societat, cada societat i valor han de produir el seu espai i també en l'espai on s'oposen als valors a través dels assajos de l'espai.
- La vallée de Campan - Étude de sociologie rurale, 1963, PUF
- Pyrénées, 1966
- Le Droit à la ville, I, 1968 (2a edició)
- Le Droit à la ville, II - Espace et politique, 1972
- Du rural à l'urbain, 1970, Anthropos
- La Révolution urbaine, 1970
- La Production de l'espace, 1974, Anthropos
- funda el 1970 amb Anatole Kopp la revista Espaces et sociétés.
- Architecture et sciences sociales, 1970, seminari a Port Grimaud, Groupe de Sociologie urbaine de Paris X-Nanterre, poligrafia per Léonie Sturge-Moore.

### Publicacions
- 1925: Positions d'attaque et de défense du nouveau mysticisme, Philosophies 5-6 (March). pp. 471-506.
- 1934: amb Norbert Guterman, Morceaux choisis de Karl Marx, Paris: NRF. (nombroses reedicions).
- 1936: avec Norbert Guterman, La Conscience mystifiée, Paris: Gallimard (nova edidió. Paris: Le Sycomore, 1979).
- 1937: Le nationalisme contre les nations, (Prefaci de Paul Nizan) Paris: Éditions sociales internationales. (Reimprès Paris: Méridiens-Klincksliek, 1988, Col·lecció Analyse institutionnelle, Presentació M. Trebitsch, Nota de Henri Lefebvre).
- 1938: Hitler au pouvoir, bilan de cinq années de fascisme en Allemagne, Paris: Bureau d'Editions.
- 1938: amb Norbert Guterman, Morceaux choisis de Hegel, Paris: Gallimard (3 reedicions 1938-*1939, reprinted Collection Idées, 2 Vols. 1969).
- 1938: amb Norbert Guterman, Cahiers de Lénine sur la dialectique de Hegel , Paris: Gallimard.
- 1939: Nietzsche, Paris: Éditions sociales internationales. Nietzsche. Fondo de Cultura Económica, 01/01/1972 - 324 pàgines
- 1939: Le matérialisme dialectique, Paris : Presse Universitaire de France
- 1946: L'Existentialisme, Paris: Éditions du Sagittaire.
- 1947: Logique formelle, logique dialectique Vol. 1 de À la lumière du matérialisme dialectique Escrit el 1940-41 (II volum censurat). Paris: Éditions sociales
- 1947: Marx et la Liberté Éditions des Trois Collines, Genève.
- 1947: Descartes, Paris: Éditions Hier et Aujourd'hui.
- 1947: Logique formelle, Logique dialectique Éditions sociales, Paris
- 1947: Critique de la vie quotidienne
- 1948: Le Don Juan du Nord
- 1948: Le Marxisme, Presse universitaires de France, col·lecció Que sais-je ?, 1948
- 1948: Pour connaître la pensée de Marx, Éditions Bordas, Paris
- 1950: Knowledge and Social Criticism, Philosophic Thought in France and the USA Albany N.Y.: N.Y.; State University of New York Press. pp. 281-300. (2ª ed. 1968).
- 1957: La pensée de Lénine, Éditions Bordas, Paris
- 1958: Problèmes actuels du marxisme, Paris: Presses universitaires de France; 4a edició, 1970, Col·lecció 'Initiation philosophique'
- 1958: (amb Lucien Goldmann, Claude Roy, Tristan Tzara) Le romantisme révolutionnaire, Paris: La Nef.
- 1961: Critique de la vie quotidienne II, Fondements d'une sociologie de la quotidienneté, Paris: L'Arche
- 1963: La vallée de Campan - Étude de sociologie rurale, Paris: Presses Universitaires de France
- 1965: Métaphilosophie, prefaci de Jean Wahl, Paris: Éditions de Minuit, Col·lecció 'Arguments'
- 1965: La Proclamation de la Commune, Paris: Gallimard, Col·lecció Trente Journées qui ont fait la France
- 1966: Pyrénées, Lausanne: Éditions Rencontre, Col·lectió 'L'Atlas des voyages'
- 1967: Vers le cybernanthrope, contre les technocrates, Paris: Denoël/Gonthier Bibliothèque Médiations 213 pàgines.
- 1968: Le Droit à la ville, Paris: Anthropos (2ª ed.) Paris: Ed. du Seuil, Collection Points. El derecho a la ciudad. Península, 1969 - 169 pàgines
- 1968: La Vie quotidienne dans le monde moderne, Paris: Gallimard, Col·lecció Idées
- 1968: Sociology of Marx, N. Guterman trans. of 1966c, New York: Pantheon.
- 1968: Dialectical Materialism, J. Sturrock trans., London: Cape
- 1969: The Explosion: From Nanterre to the Summit, Paris: Monthly Review Press. Originalment Publicat el 1968.
- 1970: Du rural à l'urbain Paris: Antrophos. De lo rural a lo urbano. Península, 1971 - 268 pàgines.
- 1970: La Révolution urbaine Paris: Gallimard, Col·lecció Idées
- 1970: Un romancier de la vie quotidienne, article a Entretiens, Roger Vailland, éditions Subervie
- 1970: Lógica formal, lógica dialéctica. Siglo Ventiuno Editores. Madrid. 1970.
- 1970: Estructuralismo y marxismo. Volum 88 de Colección 70. Grijalbo, 1970. 155 pàgines.
- 1971: Le Manifeste différentialiste, Paris: Gallimard, Col·lecció Idées
- 1971: Au-delà du structuralisme, Paris: Anthropos.
- 1972: La pensée marxiste et la ville, Paris: Tournai, Casterman. Col·lecció Mutations.Orientations
- 1973: La survie du capitalisme. La reproduction des rapports de production, Paris : Anthropos. Tercera edició publicada par Anthropos el 2002 amb un prefaci de Jacques Guigou et una nota de Rémi Hess.
- 1974: amb Leszek Kolakowski Evolution or Revolution, F. Elders ed. Reflexive Water: The Basic Concerns of Mankind, London: Souvenir. pp. 199-267.
- 1975: Hegel, Marx, Nietzsche, ou le royaume des ombres, Paris: Tournai, Casterman. Col·lecció Synthèses contemporaines
- 1975: Le temps des méprises: Entrevista amb Claude Glayman, Paris: Stock. Tiempos equívocos Editorial Kairós, S. A. 1976. ISBN 84-7245-080-5.
- 1978: amb Catherine Régulier La révolution n'est plus ce qu'elle était, Paris: Éditions Libres-Hallier (Traducció alemanya Múnic, 1979).
- 1978: Les contradictions de l'État moderne, La dialectique de l'État, Vol. 4 de 4 De l'État, Paris: UGE, Collection '10/18'
- 1980: La présence et l'absence, Paris: Casterman. La Presencia y la Ausencia, contribución a la teoría de las representaciones. Fondo de Cultura Económica. 70 años. México, 2006. ISBN 968-16-7701-3.
- 1981: Critique de la vie quotidienne, III. De la modernité au modernisme (Pour une métaphilosophie du quotidien) Paris: L'Arche
- 1981: De la modernité au modernisme: pour une métaphilosophie du quotidien, Paris: L'Arche Collection 'Le sens de la marché'.
- 1985: amb Catherine Régulier-Lefebvre, Le projet rythmanalytique Communications 41. pp. 191-199.
- 1988: Toward a Leftist Cultural Politics: Remarks Occasioned by the Centenary of Marx's Death, D. Reifman traducció, L.Grossberg and C.Nelson eds. Marxism and the Interpretation of Culture, Urbana: University of Illinois Press.; Nova York: Macmillan. pp. 75-88.
- 1991: The Critique of Everyday Life, Volum I, John Moore trans., London: Verso. originalment publicat 1947.
- 1991: amb Patricia Latour et Francis Combes, Conversation avec Henri Lefebvre P. Latour and F. Combes eds., Paris: Messidor, Col·lecció 'Libres propos'
- 1991: The Production of Space, N. Donaldson-Smith trans., Oxford: Basil Blackwell. Publicat originalment 1974.
- 1992: amb Catherine Regulier-Lefebvre Éléments de rythmanalyse: Introduction à la connaissance des rythmes, prefaci de René Lourau, Paris: Ed. Syllepse, Col·lecció Explorations et découvertes
- 1995: Introduction to Modernity: Twelve Preludes September 1959-May 1961, J. Moore, trans., London: Verso. Publicat originalment 1962.
- 1996: Writings on Cities, E. Kofman and E. Lebas trans. and eds., Oxford: Basil Blackwell